# Ділейта Могамед Ділейта
Ділейта Могамед Ділейта (араб. دليطة محمد دليطة; нар. 12 березня 1958) — джибутійський політик і дипломат, прем'єр-міністр країни з березня 2001 до березня 2013 року.

## Життєпис
Освіту здобував у Каїрі, Реймсі та Алжирі. Працював у протокольному апараті президента країни, потім у посольстві Джибуті у Франції, а 1997 став послом в Ефіопії. Також представляв свою державу в Організації африканської єдності й відіграв значну роль у розв'язанні Ефіопсько-еритрейського конфлікту 1998–2000 років.
2000 року отримав пост посла в Уганді, а після відставки за станом здоров'я багаторічного прем'єр-міністра Барката Гурада Амаду був призначений главою уряду, а 2003 також замінив Амаду на посаді віце-голови урядової партії Народний прогресивний рух. На парламентських виборах 2003 та 2007 років очолював коаліцію Союз за президентську більшість.